# Hypsopanchax
Genre
Hypsopanchax est un genre de poissons ovovivipares d'eau douce appartenant à l'ordre des Cyprinodontiformes.

## Liste des espèces
Selon FishBase :
- Hypsopanchax catenatus Radda, 1981
- Hypsopanchax jobaerti Poll & Lambert, 1965
- Hypsopanchax jubbi Poll & Lambert, 1965
- Hypsopanchax platysternus (Nichols & Griscom, 1917)
- Hypsopanchax zebra (Pellegrin, 1929)